# Estintolament
Un estintolament és un tipus d'estructura de contenció provisional, empleada habitualment en construcció i enginyeria civil. Es crea mitjançant taulons de fusta o elements metàl·lics i plaques quadrades, de dimensions que ronden un metre per un metre. Hi ha també panells de majors dimensions ja muntats. S'usen en rases o desmunts provisionals. De vegades poden tibar-se mitjançant fusells, que són uns mecanismes que permeten el tibat de les barres mitjançant l'aplicació d'un gir a un element amb rosca. No són impermeables i per això, s'ha de rebaixar el nivell freàtic usant una xarxa de drenatge o pous puntuals, well-points (en anglès). Aquests pous s'usen només en terrenys amb elevada permeabilitat. En sòls argilencs no són necessaris.